# Plantago
- Commons
- Wikispecies

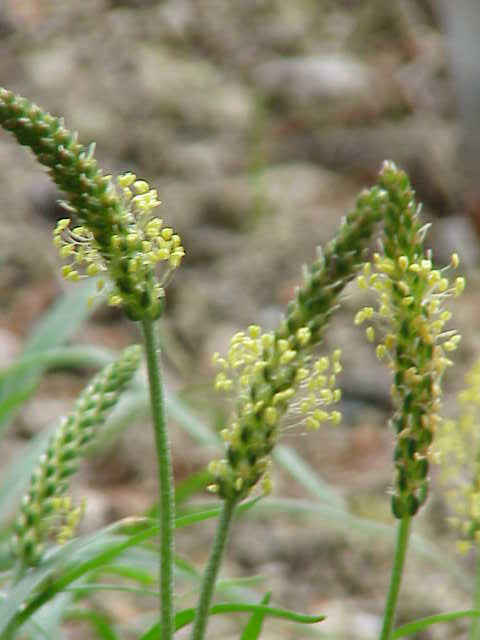
Plantago alpina.

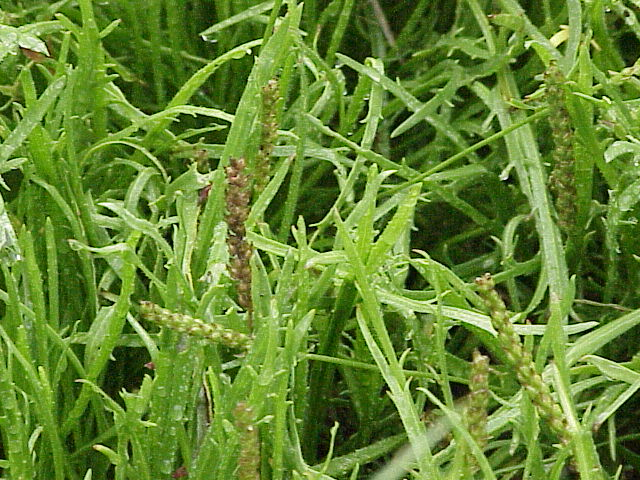
Plantago coronopus.

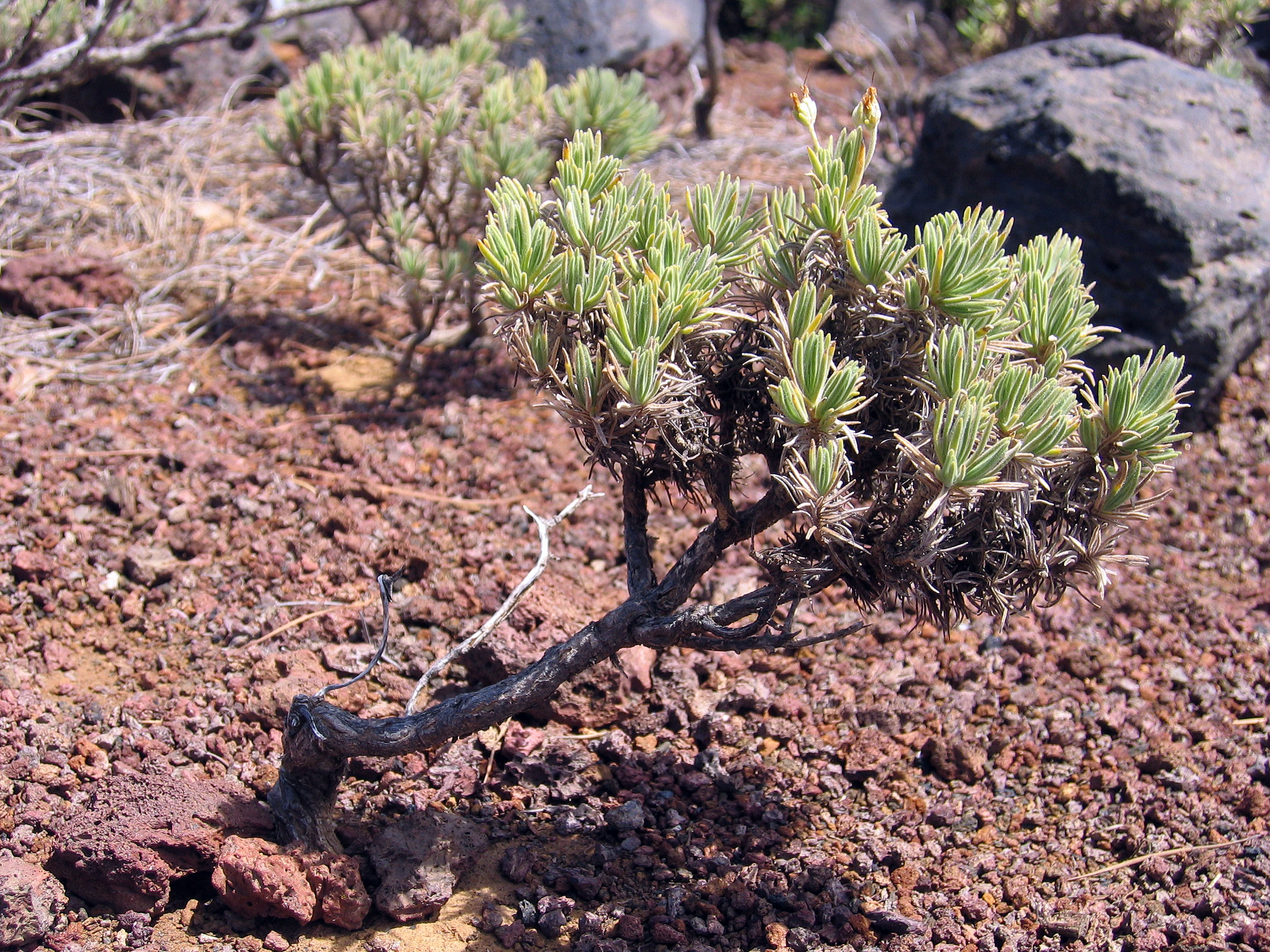
Plantago arborescens.

Plantago L. é um género botânico pertencente à família Plantaginaceae.
As espécies deste gênero são encontrados em quase todas as parte do mundo.

## Descrição botânica
A Plantago major L. é uma planta da família Plantaginaceae de aproximadamente 15 cm de altura. Suas folhas crescem em rosetas e são de ovaladas a elípticas com nervura paralela. As folhas são glabras e suas extremidades são totalmente irregularmente dentadas. As flores são pequenas marrom esverdeadas e estão dispostas em longas espículas não ramificadas de até 25 cm que crescem da base da roseta.
P. major é polinizada pelo vento e produz grande quantidade de sementes, até 20000 por planta. Suas sementes são pequenas e ovais (0,4-0,8 x 0,8-1,5 mm) e possuem sabor levemente amargo. Elas podem prender-se a animais e humanos e espalharem-se.

## Distribuição geográfica
É nativa da Europa, mas adaptou-se bem em regiões tropicais.

## Composição química
A tanchagem, como é popularmente chamada no Brasil, contém compostos biologicamente ativos tais como polissacarídeo, lipídeos, derivados do ácido caféico, flavonóides, glicosídeos iridóides e terpenóides. Também foram detectados alcalóides, alguns ácidos orgânicos.

## Etnofarmacologia
Estudos etnofarmacológicos recentes demonstram que P. major é utilizada em várias partes do mundo para o tratamento de doenças cutâneas, doenças infecciosas, problemas relacionados aos órgãos digestivos, órgãos respiratórios, circulação, contra tumores, no alívio da dor e redução da febre.

## Sinonímia
- Bougueria Decne.
- Littorella P. J. Bergius
- Psyllium Mill.

## Espécies
Atualmente há 158 espécies confirmadas:
- Plantago afra L.
- Plantago africana Verdc.
- Plantago albicans L.
- Plantago alismatifolia Pilg.
- Plantago alopecurus Decne.
- Plantago alpina L.
- Plantago altissima L.
- Plantago amplexicaulis Cav.
- Plantago annua Ryding
- Plantago arachnoidea Schrenk ex Fisch. & C.A. Mey.
- Plantago argentea Chaix
- Plantago argentina Pilg.
- Plantago argyrea E. Morris
- Plantago aristata Michx.
- Plantago asiatica L.
- Plantago asperrima Gand. ex Hervier
- Plantago atrata Hoppe
- Plantago australis Lam.
- Plantago barbata G.Forst.
- Plantago bellardii All.
- Plantago berroi Pilg.
- Plantago bigelovii A. Gray
- Plantago bismarckii Niederl.
- Plantago boissieri Hausskn. & Bornm.
- Plantago brasiliensis Sims
- Plantago buchtienii Pilg.
- Plantago cafra Decne.
- Plantago camtschatica Link
- Plantago canescens Adams
- Plantago caricina Decne.
- Plantago catharinea Decne.
- Plantago cavaleriei H. Lév.
- Plantago ciliata Desf.
- Plantago commersoniana Decne.
- Plantago cordata Lam.
- Plantago cornuti Gouan
- Plantago coronopus L.
- Plantago correae Rahn
- Plantago crassifolia Forssk.
- Plantago cretica L.
- Plantago crypsoides Boiss.
- Plantago cupanii Guss.
- Plantago cylindrica Forssk.
- Plantago densa Rahn
- Plantago depressa Willd.
- Plantago dielsiana Pilg.
- Plantago dubia L.
- Plantago elongata Pursh
- Plantago erecta E. Morris
- Plantago eriopoda Torr.
- Plantago exigua Murray
- Plantago fengdouensis (Z.E. Zhao & Y. Wang) Y. Wang & Z. Yu Li
- Plantago fernandezia Bert. ex Barn.
- Plantago firma Kunze ex Walp.
- Plantago fischeri Engl.
- Plantago floccosa Decne.
- Plantago galapagensis Rahn
- Plantago gentianoides Sm.
- Plantago glabrifolia Pilg.
- Plantago grandiflora Meyen
- Plantago grayana Pilg.
- Plantago guilleminiana Decne.
- Plantago hawaiensis Pilg.
- Plantago helleri Small
- Plantago heterophylla Nutt.
- Plantago hillebrandii Pilg.
- Plantago himalaica Pilg.
- Plantago hispidula Ruiz & Pav.
- Plantago hookeriana Fisch. & C.A. Mey.
- Plantago hybrida Bart.
- Plantago indica L.
- Plantago insularis Eastw.
- Plantago jujuyensis Rahn
- Plantago komarovii Pavlov
- Plantago krajinai Pilg.
- Plantago lagocephala Bunge
- Plantago lagopus L.
- Plantago lamprophylla Pilg.
- Plantago lanatifolia (J.M. Coult. & Fisher) Small ex E. Morris
- Plantago lanceolata L.
- Plantago leucophylla Decne.
- Plantago limensis Pers.
- Plantago linearis Kunth
- Plantago litorea Phil.
- Plantago loeflingii L.
- Plantago longissima Decne.
- Plantago lundborgii Sparre
- Plantago macrocarpa Cham. & Schltdl.
- Plantago macrorhiza Poir.
- Plantago major L.
- Plantago maritima L.
- Plantago maxima Juss. ex Jacq.
- Plantago media L.
- Plantago melanochrous Pilg.
- Plantago mexicana Link
- Plantago minuta Pall.
- Plantago monosperma Pourr.
- Plantago muscicola Pilg.
- Plantago myosuros Lam.
- Plantago neumannii Opiz
- Plantago nivalis Boiss.
- Plantago nivea Kunth
- Plantago notata Lag.
- Plantago officinarum Crantz
- Plantago oliganthos Roem. & Schult.
- Plantago orbignyana Steinh. ex Decne.
- Plantago ovata Forssk.
- Plantago pachyneura Steud.
- Plantago pachyphylla A. Gray
- Plantago palmata Hook.f.
- Plantago patagonica Jacq.
- Plantago penantha Griseb.
- Plantago perssonii Pilg.
- Plantago phaeostoma Boiss. & Heldr.
- Plantago polysperma Kar. & Kir.
- Plantago princeps Cham. & Schltdl.
- Plantago pulvinata Speg.
- Plantago pusilla Nutt.
- Plantago pyrophila D. Villarroel & J.R.I. Wood
- Plantago rancaguae Steud.
- Plantago remota Lam.
- Plantago reniformis Beck
- Plantago rhodosperma Decne.
- Plantago rigida Kunth
- Plantago rugelii Decne.
- Plantago scabra Moench
- Plantago schrenkii C. Koch
- Plantago schwarzenbergiana Schur
- Plantago sempervirens Crantz
- Plantago sempervivoides Dusén
- Plantago septata E. Morris
- Plantago sericea Ruiz & Pav.
- Plantago serraria L.
- Plantago shastensis Greene
- Plantago sparsiflora Michx.
- Plantago spinulosa Decne.
- Plantago squalida Salisb.
- Plantago squarrosa Murray
- Plantago subnuda Pilg.
- Plantago subpolaris Andrejev
- Plantago subulata L.
- Plantago tacnensis Pilg.
- Plantago tanalensis Baker
- Plantago tehuelcha Speg.
- Plantago tenuiflora Waldst. & Kit.
- Plantago tolucensis Pilg.
- Plantago tomentosa Lam.
- Plantago truncata Cham. & Schltdl.
- Plantago tubulosa Decne.
- Plantago tweedyi A. Gray
- Plantago uniglumis Wallr. ex Walp.
- Plantago urvillei Opiz
- Plantago ventanensis Pilg.
- Plantago virginica L.
- Plantago weddelliana Decne.
- Plantago weldenii Rchb.
- Plantago wrightiana Decne.
- Plantago xorullensis Kunth

## Classificação do gênero
| Sistema | Classificação                      | Referência               |
| ------- | ---------------------------------- | ------------------------ |
| Linné   | Classe Tetrandria, ordem Monogynia | Species plantarum (1753) |